# Jostein Gundersen
Jostein Maurstad Gundersen (Bergen, 2 aprile 1996) è un calciatore norvegese, difensore del Bodø/Glimt.

## Carriera

### Club
Gundersen è cresciuto nelle giovanili del Tromsø. Ha esordito in prima squadra in data 2 novembre 2014, con il Tromsø all'epoca militante in 1. divisjon: è stato schierato titolare nella vittoria per 1-4 arrivata sul campo dell'HamKam. Nella stessa stagione, la squadra ha centrato la promozione in Eliteserien.
Il 26 luglio 2015 ha quindi debuttato nella massima divisione norvegese, sostituendo Jonas Johansen nella sconfitta per 3-2 subita sul campo dell'Odd. Il 9 luglio 2016 ha trovato il primo gol in Eliteserien, nel 2-2 casalingo contro l'Haugesund.
Il 4 dicembre 2020, Gundersen ha rinnovato il contratto che lo legava al Tromsø fino al 30 giugno 2023. Il 20 febbraio 2023 ha quindi ulteriormente prolungato l'accordo con il club, fino al 31 dicembre dello stesso anno.
Il 4 gennaio 2024 è passato al Bodø/Glimt, a parametro zero: ha firmato un contratto triennale con il nuovo club.

### Nazionale
Gundersen conta 2 presenze per la Norvegia under 21. Ha esordito il 24 marzo 2017, subentrando ad Ulrik Yttergård Jenssen nella sconfitta in amichevole contro il Portogallo.
Il 5 giugno 2024 esordisce in nazionale maggiore nell'amichevole vinta 3-0 contro il Kosovo.

## Statistiche

### Presenze e reti nei club
Statistiche aggiornate al 4 gennaio 2024.
| Stagione      | Club          | Campionato    | Campionato | Campionato | Coppe nazionali | Coppe nazionali | Coppe nazionali | Coppe continentali | Coppe continentali | Coppe continentali | Supercoppe | Supercoppe | Supercoppe | Totale | Totale |
| Stagione      | Club          | Comp          | Pres       | Reti       | Comp            | Pres            | Reti            | Comp               | Pres               | Reti               | Comp       | Pres       | Reti       | Pres   | Reti   |
| ------------- | ------------- | ------------- | ---------- | ---------- | --------------- | --------------- | --------------- | ------------------ | ------------------ | ------------------ | ---------- | ---------- | ---------- | ------ | ------ |
| 2014          | Tromsø        | 1D            | 1          | 0          | CN              | 0               | 0               | UEL                | 0                  | 0                  | -          | -          | -          | 1      | 0      |
| 2015          | Tromsø        | ES            | 3          | 0          | CN              | 0               | 0               | -                  | -                  | -                  | -          | -          | -          | 3      | 0      |
| 2016          | Tromsø        | ES            | 17         | 3          | CN              | 4               | 1               | -                  | -                  | -                  | -          | -          | -          | 21     | 4      |
| 2017          | Tromsø        | ES            | 21         | 1          | CN              | 3               | 1               | -                  | -                  | -                  | -          | -          | -          | 24     | 2      |
| 2018          | Tromsø        | ES            | 24         | 3          | CN              | 4               | 0               | -                  | -                  | -                  | -          | -          | -          | 28     | 3      |
| 2019          | Tromsø        | ES            | 15         | 1          | CN              | 0               | 0               | -                  | -                  | -                  | -          | -          | -          | 15     | 1      |
| 2020          | Tromsø        | 1D            | 28         | 2          | -               | -               | -               | -                  | -                  | -                  | -          | -          | -          | 28     | 2      |
| 2021          | Tromsø        | ES            | 18         | 0          | CN              | 2               | 1               | -                  | -                  | -                  | -          | -          | -          | 20     | 1      |
| 2022          | Tromsø        | ES            | 23         | 2          | CN              | 4               | 0               | -                  | -                  | -                  | -          | -          | -          | 27     | 2      |
| 2023          | Tromsø        | ES            | 26         | 2          | CN              | 2               | 0               | -                  | -                  | -                  | -          | -          | -          | 28     | 2      |
| Totale Tromsø | Totale Tromsø | Totale Tromsø | 176        | 14         |                 | 19              | 3               |                    | 0                  | 0                  |            | -          | -          | 195    | 17     |
| 2024          | Bodø/Glimt    | ES            | 0          | 0          | CN              | 0               | 0               | UECL+UCL           | 0                  | 0                  | -          | -          | -          | 0      | 0      |
| Totale        | Totale        | Totale        | 176        | 14         |                 | 19              | 3               |                    | 0                  | 0                  |            | -          | -          | 195    | 17     |

### Cronologia presenze e reti in nazionale
| Cronologia completa delle presenze e delle reti in nazionale ― Norvegia | Cronologia completa delle presenze e delle reti in nazionale ― Norvegia | Cronologia completa delle presenze e delle reti in nazionale ― Norvegia | Cronologia completa delle presenze e delle reti in nazionale ― Norvegia | Cronologia completa delle presenze e delle reti in nazionale ― Norvegia | Cronologia completa delle presenze e delle reti in nazionale ― Norvegia | Cronologia completa delle presenze e delle reti in nazionale ― Norvegia | Cronologia completa delle presenze e delle reti in nazionale ― Norvegia |
| Data                                                                    | Città                                                                   | In casa                                                                 | Risultato                                                               | Ospiti                                                                  | Competizione                                                            | Reti                                                                    | Note                                                                    |
| ----------------------------------------------------------------------- | ----------------------------------------------------------------------- | ----------------------------------------------------------------------- | ----------------------------------------------------------------------- | ----------------------------------------------------------------------- | ----------------------------------------------------------------------- | ----------------------------------------------------------------------- | ----------------------------------------------------------------------- |
| 5-6-2024                                                                | Oslo                                                                    | Norvegia                                                                | 3 – 0                                                                   | Kosovo                                                                  | Amichevole                                                              | -                                                                       | 75’                                                                     |
| 9-9-2024                                                                | Oslo                                                                    | Norvegia                                                                | 2 – 1                                                                   | Austria                                                                 | UEFA Nations League 2024-2025 - 1º turno                                | -                                                                       | 28’                                                                     |
| Totale                                                                  |                                                                         | Presenze                                                                | 2                                                                       |                                                                         | Reti                                                                    | 0                                                                       |                                                                         |

## Palmarès
- Campionato norvegese: 1

Bodø/Glimt: 2024